# Wojciech Kandulski
Wojciech Kandulski (ur. 21 marca 1943 w Poznaniu, zm. 2 lipca 2006 tamże) – polski cukiernik i przedsiębiorca.

## Życiorys
W 1959 rozpoczął naukę zawodu cukiernika u Stanisława Faleńskiego w zakładzie przy ul. Świętosławskiej w Poznaniu, gdzie po dwóch latach sam wypiekał weselne torty. W 1962 rozpoczął samodzielną pracę w cukierni „Brzdąc” i zajął się produkcją lodów cassate. 
W 1978 został ajentem bistra „U Wojtka”, a rok później otworzył na Osiedlu Przyjaźni cukiernię „Koralik”. W 1983 uruchomił Zakład Cukierniczy, a w 1995 sklep firmowy „W. Kandulski” przy ul. Sarmackiej w Poznaniu oraz pierwszy polski Ośrodek Szkolenia Cukierników „Professional”. W latach 1999–2000 otworzył kolejne sklepy na poznańskim Górczynie oraz Piekarach. Sieć jego cukierni stała się firmą rodzinną, w której zatrudniał kolejne pokolenia.
Za wypiek o nazwie Tort Kandulski i całokształt pracy otrzymał w 1999 godło Teraz Polska, wyróżnienie Złotego Hipolita, Złoty Medal na Wystawie Cukierniczej IKF w Stuttgarcie oraz nagrody na targach w Bydgoszczy, Warszawie i Poznaniu. W 2000 otrzymał złoty medal na Mistrzostwach Świata Młodych Cukierników w Lizbonie. W późniejszych latach nagradzany także Medalem Komisji Edukacji Narodowej, Srebrną Odznaką Światowej Unii Cukierników UIPCG, medalem „Ad Perpetuam Rei Memoriam” oraz odznaką honorową „Za zasługi dla województwa wielkopolskiego”.
W czerwcu 2003 na Placu Wolności w Poznaniu w czasie obchodów 750-lecia lokacji miasta upiekł największy tort świata wpisany do Księgi rekordów Guinnessa. Działał w Stowarzyszeniu Cukierników, Karmelarzy i Lodziarzy RP oraz w Wielkopolskim Stowarzyszeniu Cukierników. Był honorowym członkiem Światowej Unii Cukierników. Angażował się także w liczne inicjatywy charytatywne. 
W 2003, „uznając wielkie zasługi dla rozwoju i promocji Miasta Poznania na niwie pracy organicznej”, Rada Miasta Poznania przyznała mu odznaczenie „Zasłużony dla Miasta Poznania”.
W ostatnich latach życia zmagał się z rakiem trzustki. Zmarł 2 lipca 2006, został pochowany na cmentarzu Miłostowo w Poznaniu. Pośmiertnie odznaczony Szablą Kilińskiego.